# Liste de spéléologues britanniques
L'histoire et le développement de la spéléologie ont été marqués par les activités de personnages particulièrement actifs ou médiatiques.
Voici une liste non exhaustive de certains de ces hommes et femmes, de nationalité britannique
- Haut – A
- B
- C
- D
- E
- F
- G
- H
- I
- J
- K
- L
- M
- N
- O
- P
- Q
- R
- S
- T
- U
- V
- W
- X
- Y
- Z

## B
- Herbert Balch (en) (°1869 - †1958),
- Graham Balcombe (en) (°1907 - †2000),
- John Beaumont (géologue) (en) (°1650 - †1731),
- John Birkbeck (en) (°1817 - †1890),

- Haut – A
- B
- C
- D
- E
- F
- G
- H
- I
- J
- K
- L
- M
- N
- O
- P
- Q
- R
- S
- T
- U
- V
- W
- X
- Y
- Z

## C
- Mike Cowlishaw (en) (°? - †?),

- Haut – A
- B
- C
- D
- E
- F
- G
- H
- I
- J
- K
- L
- M
- N
- O
- P
- Q
- R
- S
- T
- U
- V
- W
- X
- Y
- Z

## F
- Trevor D. Ford (en) (°1925 - ),
- Martyn Farr (en) (°1951 - ),

- Haut – A
- B
- C
- D
- E
- F
- G
- H
- I
- J
- K
- L
- M
- N
- O
- P
- Q
- R
- S
- T
- U
- V
- W
- X
- Y
- Z

## M
- Neil Moss (en) (°? - †1959),

- Haut – A
- B
- C
- D
- E
- F
- G
- H
- I
- J
- K
- L
- M
- N
- O
- P
- Q
- R
- S
- T
- U
- V
- W
- X
- Y
- Z

## S
- Eli Simpson (en) (°1884 - †1962),

- Haut – A
- B
- C
- D
- E
- F
- G
- H
- I
- J
- K
- L
- M
- N
- O
- P
- Q
- R
- S
- T
- U
- V
- W
- X
- Y
- Z

## W
- Gordon Warwick (en) (°1918 - †1983),

- Haut – A
- B
- C
- D
- E
- F
- G
- H
- I
- J
- K
- L
- M
- N
- O
- P
- Q
- R
- S
- T
- U
- V
- W
- X
- Y
- Z

## Source
- (en) Cet article est partiellement ou en totalité issu de l’article de Wikipédia en anglais intitulé « Category:British speleologists » (voir la liste des auteurs).